# Catherine Zeta-Jones
Catherine Jones (Swansea, Wales, Egyesült Királyság, 1969. szeptember 25. –) Oscar- és BAFTA-díjas walesi színésznő. A hangzatos Zeta vezetéknevet nagymamájától kölcsönözte.

## Élete
Catherine egy jómódú nyugat-walesi családban nőtt fel, az édesapja cukorgyáros volt. A fiatal lány érdeklődése már nagyon hamar a szórakoztatóipar felé fordult. Gyermekkorában több ifjúsági darabban is fellépett a színpadon. A televízióban Seherezádé szerepében debütált 1990-ben, majd jött a nem túl sikeres Kolumbusz, a felfedező (Christopher Columbus: The Discovery), igaz legalább együtt játszhatott Marlon Brandóval. 1993-ban a Monty Python sorozatból ismert John Cleese-zel és Eric Idle-lal szórakoztatta a közönséget a Lökött örökösök (Splitting Heirs) című vígjátékban. Két évvel később A hullámok rabjai (Blue Juice) című romantikus filmben bukkant fel a még szintén nem túl ismert Ewan McGregor oldalán. Ezután jött a Billy Zane címszereplésével készült Fantom (The Phantom), de a klasszikus képregény adaptáció nagy bukás lett. Catherine számára 1998-ban jött el az igazi áttörés, amikor Antonio Banderas partnere volt a Zorro álarcában (The Mask of Zorro), a nagyközönség előtt ekkor vált ismertté. A következő évben is két olyan hollywoodi produkcióban szerepelt, mellyel még jobban berobbant az ügyeletes női szupersztárok soraiba: a Briliáns csapda (Entrapment) című akciókrimiben Sean Connery fejét csavarta el, és Liam Neeson mellett is szerepelt Az átokban (The Haunting).
Első jelentős szakmai elismerését 2000-ben aratta, a férjével Michael Douglasszel forgatott Trafficért Golden Globe-díjra jelölték. Ezután az Amerika kedvenceiben John Cusack, Julia Roberts és Billy Crystal partnere volt. 2002-ben pedig megkapta a legjobb női mellékszereplőnek járó Oscar-díjat is a Chicagóban nyújtott alakításáért. Ezután George Clooney köré szőtte ki hálóit a Kegyetlen bánásmód című romantikus vígjátékban, majd a Steven Spielberg rendezte, Tom Hanks főszereplésével készült Terminálban is feltűnt, majd újra Clooneyval dolgozik együtt az Ocean’s Twelve-ben. 2005-ben folytatta Zorro történetét Banderasszal a Zorro legendájában. 2007-ben pedig Aaron Eckhart partnere volt az Ízlések és pofonok című vígjátékban.
2011. április 13-án egy a People magazinnak adott interjúban bevallotta, hogy bipoláris zavarban szenved.

## Filmográfia

### Film
| Év   | Magyar cím                                    | Eredeti cím                         | Szerep               | Magyar hang        |
| ---- | --------------------------------------------- | ----------------------------------- | -------------------- | ------------------ |
| 1990 | Seherezádé                                    | Les 1001 nuits                      | Seherezádé           | Balogh Erika       |
| 1990 | Seherezádé                                    | Les 1001 nuits                      | Seherezádé           | Németh Borbála     |
| 1992 | Kolumbusz, a felfedező                        | Christopher Columbus: The Discovery | Beatriz              | Spilák Klára       |
| 1993 | Lökött örökösök                               | Splitting Heirs                     | Kitty                | Radó Denise        |
| 1995 | A hullámok rabjai                             | Blue Juice                          | Chloe                | Balázs Ági         |
| 1996 | A fantom                                      | The Phantom                         | Sala                 | Für Anikó          |
| 1998 | Zorro álarca                                  | The Mask of Zorro                   | Elena de la Vega     | Gubás Gabi         |
| 1999 | Briliáns csapda                               | Entrapment                          | Virginia „Gin” Baker | Tóth Enikő         |
| 1999 | Az átok                                       | The Haunting                        | Theo                 | Kisfalvi Krisztina |
| 2000 | Pop, csajok satöbbi                           | High Fidelity                       | Charlie Nicholson    | Kéri Kitty         |
| 2000 | Traffic                                       | Traffic                             | Helena Ayala         | Györgyi Anna       |
| 2001 | Amerika kedvencei                             | America's Sweethearts               | Gwen Harrison        | Kéri Kitty         |
| 2002 | Chicago                                       | Chicago                             | Velma Kelly          | Tóth Enikő         |
| 2003 | Szindbád – A hét tenger legendája             | Sinbad: Legend of the Seven Seas    | Marina (hangja)      | Nagy-Kálózy Eszter |
| 2003 | Kegyetlen bánásmód                            | Intolerable Cruelty                 | Marylin Rexroth      | Tóth Enikő         |
| 2004 | Terminál                                      | The Terminal                        | Amelia Warren        | Tóth Enikő         |
| 2004 | Ocean’s Twelve – Eggyel nő a tét              | Ocean's Twelve                      | Isabel Lahiri        | Kéri Kitty         |
| 2005 | Zorro legendája                               | The Legend of Zorro                 | Elena de la Vega     | Tóth Enikő         |
| 2007 | Ízlések és pofonok                            | No Reservations                     | Kate Armstrong       | Kéri Kitty         |
| 2007 | Houdini, a halál mágusa                       | Death Defying Acts                  | Mary McGarvie        | Tóth Enikő         |
| 2007 | Houdini, a halál mágusa                       | Death Defying Acts                  | Mary McGarvie        | Kéri Kitty         |
| 2009 | Újrakezdők – Szerelmes szingli szittert keres | The Rebound                         | Sandy                | Tóth Enikő         |
| 2012 | Lady Vegas                                    | Lay the Favorite                    | Tulip Heimowitz      |                    |
| 2012 | Mindörökké Rock                               | Rock of Ages                        | Patricia Whitmore    | Kéri Kitty         |
| 2012 | Kispályás szerelem                            | Playing the Field                   | Denise               | Tóth Enikő         |
| 2013 | Megtört város                                 | Broken City                         | Cathleen Hostetler   | Tóth Enikő         |
| 2013 | Mellékhatások                                 | Side Effects                        | Dr. Victoria Siebert | Tóth Enikő         |
| 2013 | RED 2.                                        | Red 2                               | Jekatyerina Petrovna | Kéri Kitty         |
| 2016 | Az ükhadsereg                                 | Dad's Army                          | Rose Winters         | Tóth Enikő         |

### Televízió
| Év        | Magyar cím                            | Eredeti cím                        | Szerep                 | Megjegyzések                                |
| --------- | ------------------------------------- | ---------------------------------- | ---------------------- | ------------------------------------------- |
| 1991      |                                       | Out of the Blue                    | ismeretlen szerep      | 1 epizód                                    |
| 1991–1993 |                                       | The Darling Buds of May            | Mariette               | 18 epizód                                   |
| 1992      | Az ifjú Indiana Jones kalandjai       | The Young Indiana Jones Chronicles | Maya                   | 1 epizód                                    |
| 1994      |                                       | The Return of the Native           | Eustacia Vye           | tévéfilm                                    |
| 1994      | A salakos út                          | The Cinder Path                    | Victoria Chapman       | minisorozat                                 |
| 1995      | Nagy Katalin                          | Catherine the Great                | II. Nagy Katalin cárnő | tévéfilm                                    |
| 1996      | Titanic                               | Titanic                            | Isabella Paradine      | - minisorozat - magyar hangja: - Tóth Enikő |
| 2005      | Saturday Night Live                   | Saturday Night Live                | önmaga (házigazda)     | 1 epizód                                    |
| 2017      | Viszály                               | Feud                               | Olivia de Havilland    | 6 epizód                                    |
| 2018      | A kokain úrnője                       | Cocaine Godmother                  | Griselda Blanco        | tévéfilm                                    |
| 2018–2019 |                                       | Queen America                      | Vicki Ellis            | websorozat (10 epizód)                      |
| 2021      | Gyilkos lelkek                        | Prodigal Son                       | Dr. Vivian Capshaw     | 7 epizód (2. évad)                          |
| 2022      | Wednesday                             | Wednesday                          | Morticia Addams        | - 6 epizód - magyar hangja: - Kéri Kitty    |
| 2022      | A nemzet aranya: A történelem peremén | National Treasure: Edge of History | Billie Pearce          | főszereplő                                  |

## Díjak és jelölések
- 1999 Európai Filmakadémia, legjobb női alakítás: Briliáns csapda
- 2001 Golden Globe-díj, legjobb női mellékszereplő jelölés: Traffic
- 2003 BAFTA-díj, legjobb női mellékszereplő: Chicago
- 2003 Oscar-díj, Legjobb női mellékszereplő: Chicago
- 2003 Golden Globe-díj, legjobb női alakítás jelölés: Chicago